# Karl Blossfeldt
Karl Blossfeldt (ur. 13 czerwca 1866, zm. 9 grudnia 1932) – niemiecki fotograf, rzeźbiarz i artysta, który pracował w Berlinie w Niemczech. Najbardziej jest znany ze swoich zdjęć roślin i żywych stworzeń opublikowanych w 1929 jako Urformen der Kunst. Zainspirowała go, podobnie jak ojciec, natura oraz sposób w jaki rosną rośliny. Uważał, że „roślinę należy cenić jako konstrukcję całkowicie artystyczną i architektoniczną”.
Wśród jego kontaktów w berlińskiej szkole artystycznej i rzemieślniczej był Heinz Warneke. Od 1923 r. był profesorem w Vereinigte Staatsschulen für freie und angewandte Kunst (Szkole Sztuk Pięknych i Sztuki Użytkowej) w Berlinie. Zmarł w wieku 67 lat.

## Biografia
Blossfeldt nigdy nie odbył formalnego szkolenia w zakresie fotografii, ale od 1890 do 1896 r. odbył praktykę pod okiem Moritza Muerera. W 1898 roku został powołany na nauczyciela w Instytucie Królewskiego Muzeum Sztuk (gdzie pozostał do 1931), założył archiwum swoich fotografii.
Opracował serię domowych aparatów, które pozwoliły mu fotografować powierzchnie roślin z niespotykaną dotąd, powiększoną szczegółowością. Odzwierciedlało to jego nieustające zainteresowanie powtarzającymi się wzorami występującymi w fakturach i formach natury.

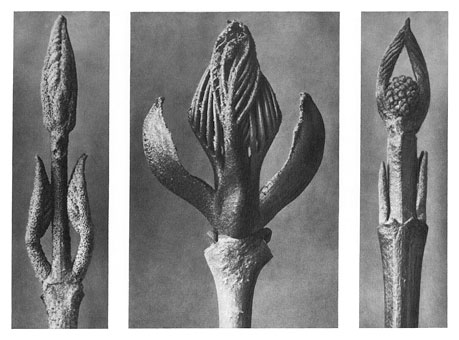
Urformen der Kunst, s. 10

## Życie i dziedzictwo
W Berlinie od końca XIX wieku aż do śmierci prace Blossfeldta były wykorzystywanie przede wszystkim jako narzędzia dydaktyczne i zwróciły uwagę opinii publicznej w 1928 r. poprzez jego pierwszą publikację Urformen der Kunst (Formy sztuki w przyrodzie). Wydana w 1928 roku, kiedy Karl Blossfeldt miał 63 lata i był profesorem sztuki użytkowej w Vereinigte Staatsschulen für freie und angewandte Kunst, Urformen der Kunst szybko stał się światowym bestsellerem, a Blossfeldt stawał się sławny niemal z dnia na dzień. Jego obrazy zostały obiektywnie i bardzo szczegółowo pochwalone przez Waltera Benjamina, który oświadczył, że Blossfeldt „odegrał swoją rolę w tym wielkim badaniu inwentarza percepcji, co będzie miało nieprzewidywalny wpływ na naszą koncepcję świata”. Porównał go do Moholy-Nagy i pionierów New Objectivity, ponieważ jego metody różniły się od metod stosowanych przez innych artystów w tym ruchu.
W 2001 roku Urformen der Kunst znalazło się w „Księdze 101 książek” jako jedna z przełomowych książek fotograficznych XX wieku.